# 義大二路
義大二路（Yida 2nd Rd.）原名仁義路(Renyi Rd.)，是大樹區通往仁武區的一般道路，也是通往義守大學及義大世界的重要道路。起於學府路，終於水管路三段。

## 行經行政區域
（由南至北）
- 仁武區

## 沿線設施
- 義守大學(鄰近 本址位於學城路)
- 義大皇家酒店
- 義大世界(鄰近 本址位於學城路)